# Ahlspieß
Der Ahlspieß ist eine im 15. Jahrhundert erfundene Stangenwaffe aus dem Heiligen Römischen Reich.

## Beschreibung
Der Ahlspieß hat eine gerade, dünne, vierkantige Klinge. Die Klinge ist mit einer Tülle und Federn am Schaft befestigt. Die Klinge ist am Übergang von den Schaftfedern breit gearbeitet und wird zum Ort schmaler. Der Ort ist diamantförmig. Unterhalb der Klinge ist meist eine runde oder achteckige Parierscheibe angebracht. Der Ahlspieß wurde entwickelt, um leichter durch die Lücken der immer besser werdenden Plattenrüstungen dringen zu können. Er wurde zeitweise auch als Duellwaffe benutzt. Ahlspieße blieben etwa bis zum 17. Jahrhundert im Gebrauch. Es gibt verschiedene Versionen, die in Länge und Gestaltung variieren.

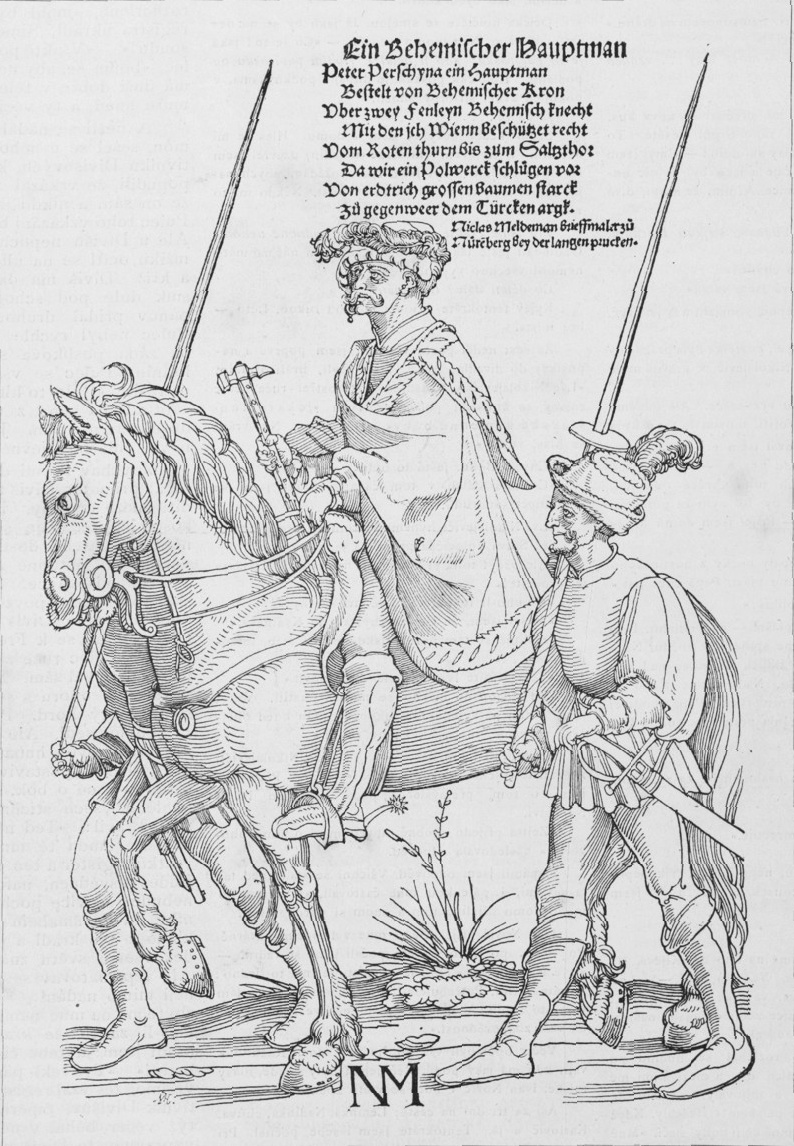
Leibwächter zu Fuß mit Ahlspießen (1529)

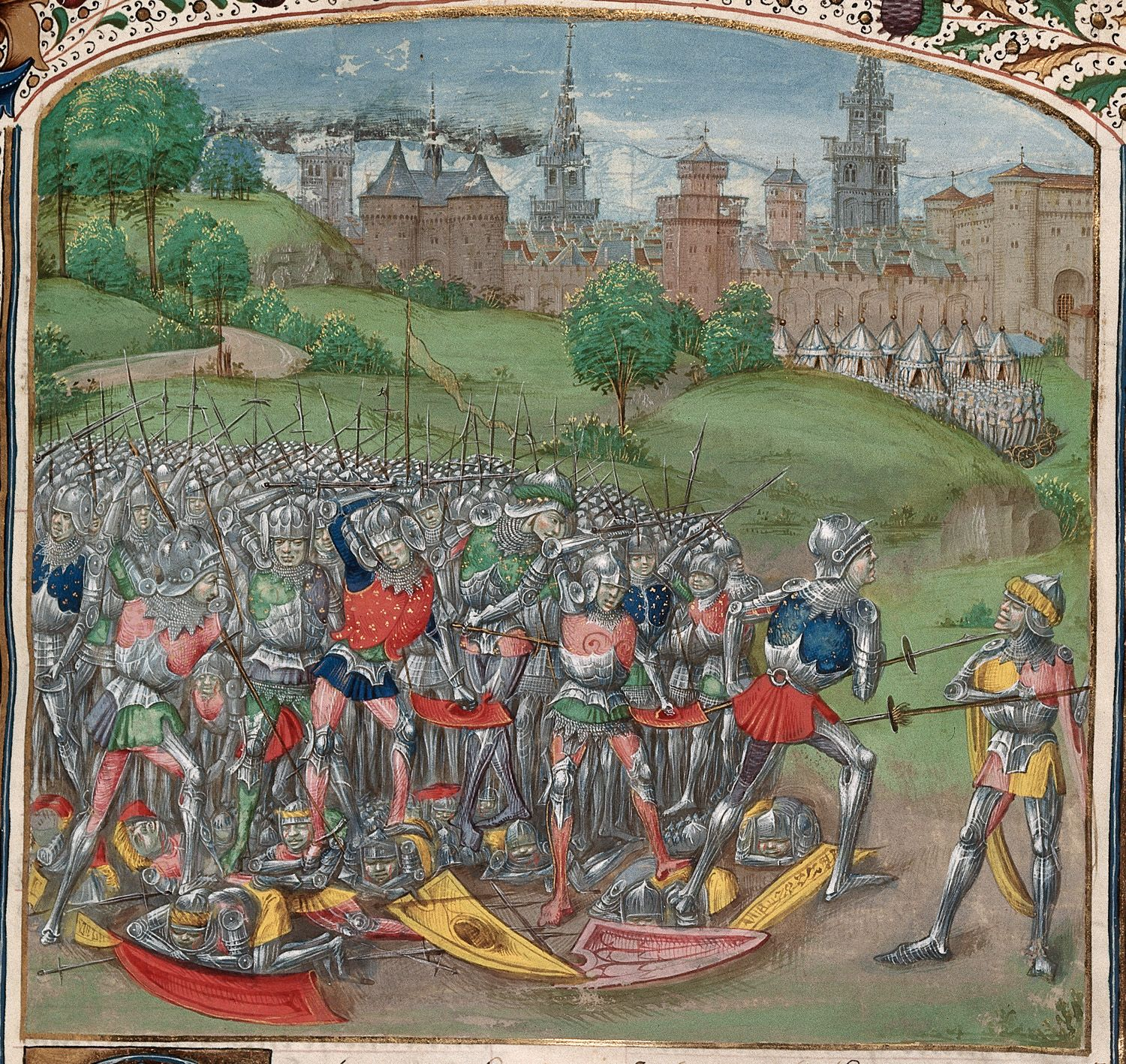
Die beiden Kämpfer rechts führen Ahlspieße (1471 – 1483)